# Царське село (Дніпро)
Царське село - котеджне селище на півдні правобережної частини міста Дніпро, у Шевченківському районі міста. Розташоване між житловими масивами імені Б. Кротова, Мирне та селом Дороге Дніпровського району. Від жилового масиву Мирне відокремлюється яругою Березнегувата балка по якій тече річка Бельба ― притока річки Войцехова балка. Є одним з наймолодших житлових масивів Дніпра: забудова проводилась протягом 1996 - 2001 років, як елітне містечко керівництва Дніпропетровського шинного заводу. Котеджі одноповерхові ― триповерхові, з відгородженими високими кам'яними парканами подвір'ями та фруктовими садками у них. 
Вулиці "Царського Села" - Оранжева, Веселкова, провулки В. Тютіна, Жовтий, Смарагдовий, Бурштиновий, Рожевий, Фіалковий, Блакитний та неназвані провулки та вулиці в бік Дорогого.